# 台礁
台礁（Platform reef）生物礁体。为一种平顶孤立的珊瑚礁礁盘，其礁盘明显高出周围海底，而礁盘中央没有潟湖。很多台礁顶部中央非但没有低洼的潟湖，反而突出海面，形成由珊瑚砂、贝壳和钙藻碎片堆积成的沙洲或小岛，而围绕着沙洲或小岛的是珊瑚丛生的礁盘，中国西沙群岛的中建岛礁盘就是一典型台礁，印度尼西亚沿海也有台礁成片出露。
台礁是一个和环礁相对的概念，但两者并没有明显区分的界限，有的礁盘中央只是微微低凹，介于环礁和台礁之间；而有的大型环礁非常不完整，其断续的礁环局部却与台礁相似，例如中国西沙群岛的永兴岛属于宣德环礁，但其礁盘和台礁相似。